# Río Monzón
El Monzón es un río de la amazonía peruana. El Río Monzón tiene su nacimiento en la Cordillera Central del Perú a una altitud de unos 3600 m, 5 km al noreste de Jircan.

## Localización
Es un río en el centro norte del departamento de Huánuco que recorre la parte oriental de la provincia de Huamalíes, siendo afluente del río Huallaga.

## Curso Hidrográfico

### Curso Alto
Nace en la parte alta del distrito de Jircan correspondiente al flanco oriental del sector norte de la Cordillera Central a 3600 m s. n. m.. Luego recorre en dirección este el límite de los distritos de Jircan y distrito de Monzón, teniendo de afluente desde el sur al río Tampuy Chico próximo al pueblo de Maravillas. Después de un recorrido de 20 km se encuentra el pueblo de Monzón localizado en su margen sur y después recibe aguas del río Tasco Chico cerca del poblado Tazo Grande.

### Curso Bajo
En 24 km de recorrido el río hace de límite en la provincias de Huamalíes y Leoncio Prado. En un tramo el Monzón gira gradualmente hacia el sur, luego desde el sur recibe aguas del río Patay Rondos y en los últimos 2 km el río Monzón atraviesa una cresta que flanquea el valle del río Huallaga por el oeste.
Finalmente, el río Monzón desemboca al río Huallaga al suroeste de Tingo María, capital de la provincia de Leoncio Prado a una altitud de aproximadamente 642 m s. n. m. El parque nacional Tingo María está ubicado en el margen sur del río Monzón aproximadamente a un kilómetro sobre un estero.